# Jan Krzysztof Frąckowiak
Jan Krzysztof Frąckowiak (ur. 2 grudnia 1943 w Krakowie) – polski fizyk i urzędnik państwowy, długoletni wiceminister nauki, były prezes zarządu Fundacji na rzecz Nauki Polskiej.

## Życiorys
Ukończył studia z zakresu fizyki na Uniwersytecie Warszawskim. W 1977 uzyskał stopień doktora nauk technicznych w Instytucie Podstawowych Problemów Techniki PAN. Był pracownikiem tej jednostki od 1965 do 1991. Specjalizował się w teorii pola elektromagnetycznego.
Od 1991 do 1992 był prezesem zarządu Fundacji na rzecz Nauki Polskiej. W 1991 został sekretarzem Komitetu Badań Naukowych, pełniąc tę funkcję do czasu zakończenia istnienia tej instytucji w 2005. W 1991 został podsekretarzem stanu w Urzędzie KBN, w 2002 pełnił obowiązki sekretarza stanu, powracając następnie na stanowisko podsekretarza stanu. Zakończył urzędowanie w 2005. W tym samym roku objął obowiązki dyrektora funkcjonującego w ramach Polskiej Akademii Nauk Biura Promocji Nauki PolSCA w Brukseli, pełnił tę funkcję do 2017.
W 2005 odznaczony Krzyżem Kawalerskim Orderu Odrodzenia Polski.